# João Rosado Correia
João Rosado Correia ComM (Avis, Ervedal, 2 de novembro de 1939 — Lisboa, 24 de Novembro de 2002) foi um arquitecto, professor de Arquitectura, humanista e político português. Ocupou o cargo de Ministro do Equipamento Social no IX Governo Constitucional.

## Biografia
João Rosado Correia, nasceu na aldeia do Ervedal, concelho de Avis, no Alentejo, sendo oriundo de uma família alentejana. Foi registado a 2 de Novembro de 1939. Fez a instrução primária no Ervedal e depois na aldeia de Pias. Rumou seguidamente a Évora, onde fez o ensino secundário no Liceu de Évora, e ali conheceu a jovem Delmira de Jesus Calado de Carvalho Alberto, que viria a ser a sua mulher e também colega em Arquitectura. Casam a 8 de Dezembro de 1962. Do casamento nasceram seis filhos, três rapazes e três raparigas.
Concluído o curso dos Liceus, João Rosado Correia, segue para a Escola Superior de Belas-Artes de Lisboa (ESBAL), e depois para a Escola de Belas Artes do Porto (ESBAP). Entretanto ingressa no serviço militar, faz uma comissão de serviço em Angola, e regressa ao Porto, onde conclui a sua licenciatura na ESBAP, no ano de 1971, com a classificação de 17 valores. Ganha o prémio de Arquitectura 1971, da Fundação Eng. António de Almeida, para o aluno finalista melhor classificado.
Doutorou-se na Faculdade de Arquitetura da Universidade de Lisboa, em 1 de Março de 1990, na área da Planificação Urbanística - Reabilitação, com uma tese sob o título "Monsaraz e o seu Termo - Plano de Salvaguarda/Uma Estratégia de Desenvolvimento" (publicada em 1994), tendo sido classificado com distinção e cum laude.
Como arquitecto, iniciou a sua carreira profissional na Direcção Geral dos Monumentos Nacionais. Realizou e coordenou inúmeros projectos de Arquitectura e Urbanismo, pelo País e em Macau. Tem um número significativo de publicações técnicas e científicas e muita actividade no domínio de várias associações técnicas, científicas e de solidariedade social.
Foi um mestre de concepção humanista, em que no estudo e concepção da reabilitação do Património e do Ambiente Construído, os sabia associar numa interacção profunda entre as pessoas, primeiro, a ecologia, a natureza, e o território. Olhou as cidades e os campos, numa afirmação plena de respeito pelas suas gentes, pela sua história, pelo património, pelas características dos lugares. Visionava o homem holístico, sempre no centro das suas intervenções, na procura plena do seu equilíbrio intelectual e cultural, valorizando a paisagem e a simplicidade, no mundo que nos rodeia. A sua concepção de Património, em harmonia com a Ecologia, o Ordenamento do Território e o Urbanismo Sustentável. Integra-se nas novas correntes de Arquitectura, em que a perspectiva minimalista, se relaciona com a visão holística e orgânica, que emana fortemente das escolas de Frank Lloyd Wright e Alvar Aalto. Conseguiu interligar de forma simples, criteriosa e interactiva, a realidade do mundo rural com o urbano, do campo com a cidade, do seu Alentejo, com o Norte, que tanto amou. Na visão sábia do Arquitecto construtor de templos, centrados no homem global e nos caminhos luminosos do trabalho e da reflexão, foi um homem para além do seu tempo.
Foi vereador e vice-presidente da Câmara Municipal do Porto, nos anos de 1976 a 1989, e membro da comissão nacional do Partido Socialista de 1982 a 1989. Foi deputado à Assembleia da República, eleito pelo Partido Socialista, pelo círculo do Porto, na III Legislatura, de 31 de Junho de 1983 a 3 de Novembro de 1985, na IV Legislatura, de 4 de Novembro de 1985 a 12 de Agosto de 1987, e na V Legislatura, de 13 de Agosto de 1987 a 3 de Novembro de 1991. Presidiu à comissão parlamentar do Equipamento Social, tendo sido um participante activo na concepção da Lei de Bases do Ambiente, e nas leis relativas à Habitação Social e ao Património, aprovadas pela Assembleia da República de 1983 a 1991. Em 1985, quando das eleições legislativas e candidato a primeiro-ministro do seu amigo António Almeida Santos, assumiu as funções de director da sua campanha, tendo o mesmo perdido as eleições, para o candidato do PSD, Aníbal Cavaco Silva.
Foi conselheiro do Conselho da Europa, do Instituto Português do Património Arquitectónico e Arqueológico (IPPAR), da Secretaria do Estado da Cultura e do Ministério da Defesa Nacional. Em 1988, cria a Fundação do Convento da Orada (FCO), Fundação para a Salvaguarda e a Reabilitação do Património Arquitectónico. Compra o Convento da Orada, em ruínas, cuja construção se situa no século XVII, mas cujas origens se remontam a D. Nuno Álvares Pereira (1360 - 1431), tendo albergado até aos princípios do século XIX, a Ordem dos Agostinhos Descalços. A Fundação,dentro dos seus objectivos, orienta preferencialmente as suas actividades, para a cultura, o ensino e a formação.
Como professor doutorado em Arquitectura, ensinou na Faculdade de Arquitectura da Universidade Técnica de Lisboa, nos cursos de licenciatura e pós-graduações, nas Universidades Lusíada e Lusófona. Coordenou até 2001, o curso de mestrado em Reabilitação da Arquitectura e Núcleos Urbanos, na Faculdade de Arquitectura de Lisboa. Dirigiu desde 1994, a Escola Superior Gallaecia, em Vila Nova de Cerveira, com licenciaturas em Arquitectura e Urbanismo, Ecologia, Paisagismo e Design. Foi ainda responsável pelo Master em Arquitectura Ecológica e Património, realizado em 1995, parceria entre a FCO e o San Francisco Institut of Architecture(EUA).
Exerceu as funções de ministro do Equipamento Social (Obras Públicas, Habitação, Transportes e Comunicações), de 1982 a 1985, durante o Governo do Bloco Central, presidido por Mário Soares, tendo Carlos Mota Pinto, como vice-primeiro-ministro. Deste Governo faziam parte 16 ministérios. 
Teve duas condecorações internacionais em 1984. É condecorado nessa data, com a Ordem do Rei Leopoldo, pelo Governo Belga, e nesse ano, é ainda condecorado com a Grã-Cruz do Mérito Civil, pelo Governo espanhol. De 1985 a 1987 é condecorado com a Medalha de Mérito, em ouro, e Cidadão Honorário dos seguintes concelhos: Celorico do Basto, Baião, Felgueiras, Paredes de Coura, Reguengos de Monsaraz, Vila Nova de Cerveira, Amarante, e Fafe. A 9 de Julho de 1999, é condecorado com o grau de Comendador da Ordem do Mérito, pelo Presidente da República Portuguesa. Tem uma avenida com o seu nome, na cidade de Pombal, uma rua também com o seu nome, na vila de Monforte, e um pavilhão desportivo, na cidade de Reguengos de Monsaraz.
Foi Grão-Mestre da Maçonaria Portuguesa, Grande Oriente Lusitano, no triénio 1993 - 1996.

## Envolvimento em escândalo de corrupção
João Rosado Correia viu o seu nome envolvido num escândalo de financiamento do Partido Socialista. No dia 15 de Agosto de 1987, dois anos após a sua saída do Governo do Bloco Central presidido por Mário Soares, a foto de João Rosado Correia foi publicada na primeira página do semanário Expresso, com a notícia "Ex-ministro trouxe dinheiros de Macau para o PS". Segundo o próprio, João Rosado Correia teria sido interpelado no aeroporto de Hong Kong por António Vitorino, na época governante em Macau, que o intimou a devolver três milhões de patacas (300 mil euros) que tinha em seu poder. Uma fonte citada na notícia afirmava que o dinheiro era proveniente de "extorsão" a empresários macaenses, embora Rosado Correia garantisse que obtivera o dinheiro numa "colecta de fundos" de que fora encarregado pelo PS. Ainda na mesma notícia, fontes do Governo de Macau revelavam que o empresário de construção chinês Ng Fok teria contribuído com dinheiro a troco do perdão de uma multa.

## Obras publicadas[5]
- O Porto passado e futuro
- Monsaraz e o seu termo : plano de salvaguarda : uma estratégia de desenvolvimento
- A maçonaria e a República
- Fortificações portuguesas no Brasil : dos descobrimentos à época pombalina : catálogo : a fundação do sistema português de comunicação ultramarina : uma redescoberta da origem cultural do Brasil / [org.] Fundação Convento da Orada
- Fortificações portuguesas no Brasil : dos descobrimentos à época pombalina : a fundação do sistema português de comunicação ultramarina : uma redescoberta da origem cultural do Brasil
- Vasco da Gama e os humanistas no Alentejo : de D. João II (1481-1495) a D. João III (1521-1557) : o pensamento e a técnica : do tardo-Gótico ao Maneirismo
- De Monsaraz o seu termo ao cromeleque do Xarez (junto com António Carlos Silva)
- Monsaraz e o seu termo : plano de salvaguarda : uma estratégia de desenvolvimento

## Funções governamentais exercidas
- IX Governo Constitucional — Ministro do Equipamento Social